# محمد رضایی سردره
محمد رضایی سردره (زادهٔ ۱۳۲۷ در بندرعباس) نمایندهٔ حوزهٔ انتخابیهٔ بندرعباس در دورهٔ پنجم مجلس شورای اسلامی بوده‌است. وی پیش‌تر در دورهٔ چهارم نیز عضو این مجلس بود.